# Дух (приказа)
Дух је израз који означава бестелесну приказу мртве особе. Сматра се да је дух заправо душа особе која је из одређених разлога остала на Земљи. Приче о духовима се могу пронаћи у готово свакој људској култури. Многи људи покушавају ступити у контакт са духовима. Људи их описују као мутне обрисе људског тела. Веровање у духове широко је распрострањено. Духови углавном прогањају одређене локације, објекте, или људе.
У народном предању, дух је душа или дух мртве особе или животиње која се може указати живима. У „духлору” (дух + фолклор), описи духова увелике варирају од невидљивог присуства до прозирних или једва видљивих праменастих облика, до реалних, реалистичних облика. Намерни покушај контакта са духом умрле особе познат је као некромантија, или у спиритизму као сеанса. Други појмови повезани са њим су указање, утвара, фантом, полтергеист, сенка, баук или сабласт, и демон.
Веровање у постојање загробног живота, као и манифестације духова мртвих, широко је распрострањено и датира још од анимизма или обожавања предака у преписменим културама. Одређене верске праксе - погребни обреди, егзорцизми и неке праксе спиритизма и ритуалне магије - посебно су осмишљене да одморе духове мртвих. Духови се генерално описују као усамљене есенције сличне људима, мада су такође препричаване приче о сабласним војскама и духовима животиња, а не људи. Верује се да они прогоне одређене локације, предмете или људе са којима су били повезани у животу. Према студији Пју истраживачког центра из 2009. године, 18% Американаца је изјавило да је видело духа.
Преовлађујући консензус науке је да нема доказа да духови постоје. Њихово постојање је немогуће фалсификовати, а лов на духове класификован је као псеудонаука. Упркос вековним истраживањима, нема научних доказа да је било која локација насељена духовима мртвих. Историјски гледано, показало се да одређене токсичне и психоактивне биљке (као што су датура и Hyoscyamus niger), чија је употреба дуго била повезана са некромантијом и подземним светом, садрже антихолинергична једињења која су фармаколошки повезана са деменцијом (посебно ДЛБ), као и хистолошке обрасце неуродегенерације. Недавна истраживања су показала да виђења духова могу бити повезана са дегенеративним болестима мозга попут Алцхајмерове болести. Уобичајени лекови на рецепт и лекови на слободно (као што су средства за спавање) такође могу, у ретким случајевима, изазвати халуцинације сличне духовима, нарочито золпидем и дифенхидрамин. Старији извештаји повезивали су тровање угљен-моноксидом са халуцинацијама налик духовима.

## Терминологија
Енглеска реч ghost представља континуацију староенгалске речи gāst, изведене из прагерманског *gaistaz. Уобичајена је за западногермански, али недостаје у северногерманском и источногерманском (еквивалентна реч у готском је ахма, старонордијски има анди м, енд ж). Претходни прото-индоевропски облик био је *ǵʰéysd-os, од корена *ǵʰéysd- означавајући „срџбу, бес” који се одражава у старонорвешкој речи geisa „беснети”. Германска реч је забележена само у мушком роду, али вероватно обухвата средњи с-извор. Првобитно значење германске речи би стога било анимирајући принцип ума, нарочито способан за узбуђење и бес (упоредите са óðr). У германском паганизму, „германски Меркур”, а касније и Один, био је истовремено спроводник мртвих и „господар беса” који је водио дивљи лов.
Осим што означава људски дух или душу, живих и покојних, староенглеска реч се користи као синоним за латинску реч spiritus такође у значењу „дах” или „експлозија” од најранијих сведочанстава (9. век). Она такође може означавати било ког доброг или зла духа, попут анђела и демона; англосаксонско јеванђеље се односи на демонско поседовање Матеја 12:43 као се se unclæna gast. Такође из староенглеског периода, реч би могла да означи Божји дух, тј. „Свети Дух“.
Сада преовлађујући смисао „душе умрле особе, о коме се говори као да се појављује у видљивом облику“ јавља се само у средњоенглеском језику (14. век). Савремена именица задржава и шире поље примене, протежући се с једне стране на „душу”, „дух”, „витални принцип”, „ум” или „психу”, седиште осећања, мисли и моралних пресуда; с друге стране, фигуративно се користи за било који мрачни обрис, или нејасну или безнатну слику; у оптици, фотографији и посебно у кинематографији, то је бљесак, секундарна слика или лажни сигнал.
Синоним spook је холандска позајмљеница, сродна нисконемачком spôk (нејасне етимологије); ушла је у енглески језик преко америчког енглеског у 19. веку. Алтернативне речи у савременој употреби укључују spectre (алтн. specter; из латинског spectrum), шкотски wraith (нејасног порекла), phantom (преко француског утлиматно из грчке речи phantasma, упореди fantasy) и указање. Израз сенка у класичној митологији је превод грчке речи σκιά, или латинске umbra, у смислу појма духова у грчком подземљу. „Haint“ је синоним за дух који се користи у регионалном енглеском језику на југу Сједињених Држава, а „haint tale“ је уобичајена карактеристика јужне усмене и књижевне традиције. Израз полтергајст је немачка реч, дословно „бучни дух“, за дух за који се каже да се манифестује невидљивим померањем и утицајем на предмете.
Wraith је шкотска реч за духа, сабласт или указање. Она се појавила у шкотској романтичарској књижевности и стекла је општији или фигуративни смисао за коб или предзнак. У шкотској књижевности од 18. до 19. века ова реч се примењивала и на водене духове. Реч нема општеприхваћену етимологију; ОЕД напомиње само „опскурног порекла“. Асоцијација са глаголом writhe била је етимологија коју је фаворизовао Џ. Р. Р. Толкин. Толкинова употреба речи у именовању створења познатих као Рингврејтс утицала је на каснију употребу у књижевностi фантастике. Боги или bogy/bogie је израз за духа, а појављује се у делу Hallowe'en шкотског песника Џона Мејна из 1780.